# Reigns
Reigns — стратегическая игра, разработанная Nerial и изданная Devolver Digital. Действие происходит в вымышленном средневековом мире. Игроку отводится роль монарха, который правит королевством, принимая или отвергая предложения советников. Reigns была выпущена в цифровом виде для Android, iOS, Linux, macOS и Microsoft Windows в августе 2016 года.
Наличие Reigns в Steam сделало её доступнее и популярнее среди игроков и летсплейщиков. Игра получила в целом положительные отзывы, а также была номинирована на несколько премий. Продолжение под названием Reigns: Her Majesty вышло в декабре 2017 года. В нём игрок выступает в роли королевы.

## Игровой процесс

У игрока есть два варианта ответа, которые выбираются посредством проведения карты влево или вправо

Игрок берёт на себя роль короля, к которому приходят различные люди для того, чтобы попросить советы по решению вопросов, касающихся королевства. Возможно лишь два варианта ответа: принять или отклонить предложение. Каждое решение имеет последствия, изменяя баланс между четырьмя показателями: церковью, жителями, военными и деньгами. Например, настоятель может попросить построить новый храм, и, сказав «да», повысится уровень шкалы церкви, однако это будет стоить денег. Правление короля заканчивается, когда одна из четырех полос полностью заполняется или опустошается. Так, если церковь становится слишком могущественной, приходит папа и берёт правление на себя, если же она наоборот слаба, язычники устраивают бунт, при заполнении шкалы людей и армии, жители или солдаты свергают короля, а слабая армия приведёт к тому, что противники разорят королевство и так далее. Игра после смерти или изгнания продолжается за наследника.
В ходе прохождения могут происходить различные события, они возникают случайно или вызываются предыдущими решениями игрока. События оказывают разовое или повторяющееся влияние на происходящее, например, способны убить советника.

## Разработка
Игра была разработана лондонской игровой студией Nerial. В статье, опубликованной на Polygon, Франсуа Аллио, ведущий разработчик Reigns, отметил, что команда хотела «поиздеваться над тем, как общество справляется со сложностями», сославшись на Brexit в качестве примера. В Nerial посчитали одной из сильных сторон Reigns сочетание визуальной части, музыки и юмористического тона с основной механикой игры. Разработчики намеревались позволить игроку почувствовать несоответствие между простотой управления и последствиями, к которым приводят решения: «Мы хотели, чтобы игроки постоянно чувствовали разрыв между ужасными последствиями решений, которые они принимали, и глупостью механики, когда доступны только два варианта ответа». По мнению Аллио, этот пробел создаёт комический контраст, задаёт тон игры и ритм жизни короля.

## Приём

### Отзывы
| Сводный рейтинг    | Сводный рейтинг        |
| Агрегатор          | Оценка                 |
| ------------------ | ---------------------- |
| Metacritic         | iOS: 87/100 PC: 77/100 |
| Иноязычные издания |                        |
| Издание            | Оценка                 |
| The Guardian       | [ 2 ]                  |
| TouchArcade        | [ 1 ]                  |
| Pocket Gamer       | 8/10                   |
| Gamezebo           | [ 8 ]                  |

Согласно агрегатору оценок Metacritic, Reigns получила в целом положительные отзывы. Рецензенты высоко оценили простоту управления, отметив её сходство со «свайпами» в приложении Tinder. Алекс Херн из The Guardian отмечает, что иногда перед игроком встаёт «бессмысленный выбор», когда становится неясно, какой эффект он за собой влечёт, несмотря на это Херн назвал проект «причудливым и очаровательным», а также похвалил его за «милое чувство юмора» и хорошее художественное оформлением. В TouchArcade считают, что Reigns является «фантастическим пример того, что игра, предназначенная для мобильных устройств, может быть не менее глубокой или захватывающей в долгосрочной перспективе». Изданию Rock Paper Shotgun понравилось, как игрок меняет свой подход к выбору: «В первый или второй раз, возможно, вы, как и я, будете идеалистом, стремящимся делать все как можно лучше… Моя совесть неуклонно рушилась с течением времени». Обозреватель PC Magazine Макс Эдд оценил остроумие Reigns, а также «удивительно сложную историю, трудные и довольно занимательные головоломки, а также отсутствие рекламы и микротранзакций», к негативному моменту он отнёс «большое количество смертей, которые вызывают фрустрацию».

### Популярность
По мнению Франсуа Аллио, разработчика игры, наличие Reigns в Steam сделала её доступнее и популярнее среди игроков, некоторые из которых были популярными ютуберами, что помогло эффективно распространить информацию о проекте. Это способствовало продажам на мобильных устройствах. «Успех Reigns является в основном результатом случайных решений, смешанных с неприкосновенным количеством удачи», — заключил Аллио.

### Награды и номинации
Reigns выиграла международный конкурс Ludicious Convention 2017 года. Она была номинирована на «Лучшую мобильную игру» на Unity Awards 2016 и «Использование повествования» на Develop Awards 2016.
| Год  | Награда              | Категория                    | Результат | Примечания |
| ---- | -------------------- | ---------------------------- | --------- | ---------- |
| 2016 | Unity Awards         | Лучшая мобильная игра        | Номинация | [ 12 ]     |
| 2016 | Develop Awards       | Использование повествования  | Номинация | [ 13 ]     |
| 2017 | Ludicious Convention | Награда за инновации в играх | Победа    | [ 11 ]     |

### Продажи
Летом 2018 года, благодаря уязвимости в защите Steam Web API, стало известно, что точное количество пользователей сервиса Steam, которые играли в игру хотя бы один раз, составляет 496 869 человек.

## Продолжения
Сиквел под названием Reigns: Her Majesty, в котором игрок выступает в роли королевы, был выпущен в декабре 2017 года. Первая и вторая части вышли на игровой системе Nintendo Switch в составе сборника Reigns: Kings & Queens в сентябре 2018 года. Третья игра в серии, основанная на вселенной «Игры престолов» Reigns: Game of Thrones, была выпущена в октябре 2018 года. Четвёртая игра Reigns: Beyond вышла в 2020 году в сервисе Apple Arcade. Reigns: Three Kingdoms выпущена в 2024 году.